# Liguus virgineus
Liguus virgineus, là một loài ốc cạn trong họ Orthalicidae.
Liguus virgineus là loài điển hình của chi Liguus.

## Phân bố
Loài này là loadi bản địa đảo Hispaniola thuộc vùng Caribbean (Haiti và Cộng hòa Dominica), phía đông Cuba 
Tuy nhiên, trong 25 năm qua, đã có ít nhất ba báo cáo riêng về các mẫu vật sống được tìm thấy ở Florida Keys (Key Largo, Long Key, Key West).
Trong một báo cáo như vậy vào khoảng năm 1989, một Trung sĩ Không quân Hoa Kỳ đã báo cáo việc tìm thấy một cặp sống trên cây chuối ở sân sau của anh ta khi sống trong nhà của Chính phủ Hoa Kỳ tại Sigsbee Park ở Key West. Hai vỏ được xác định là Liguus virgineus, nhưng bộ sưu tập trực tiếp của chúng ở Key West không thể được xác minh.